# Пологи-Яненки
Поло́ги-Яне́нки (укр. Пологи-Яненки) — село, входит в Переяслав-Хмельницкий район Киевской области Украины.
Население по переписи 2001 года составляло 678 человек. Почтовый индекс — 08470. Телефонный код — 4567. Занимает площадь 5,43 км².

## Местный совет
08470, Київська обл., Переяслав-Хмельницький р-н, с. Пологи-Яненки, вул. Жовтневої революції,1б

## Известные уроженцы
- Демиденко, Ефросиния Афанасьевна (1916 — ?) — Герой Социалистического Труда.